# Cavillatrix equatrialis
Cavillatrix equatrialis är en tvåvingeart som beskrevs av Hiroshi Shima 1996. Cavillatrix equatrialis ingår i släktet Cavillatrix och familjen parasitflugor.
Artens utbredningsområde är Singapore. Inga underarter finns listade i Catalogue of Life.